# Archigargetta
Archigargetta is een geslacht van vlinders van de familie tandvlinders (Notodontidae).

## Soorten
- A. albostigmata Rothschild, 1917
- A. amydra Turner, 1903
- A. cyclopea Kiriakoff, 1967
- A. diakonoffi Kiriakoff, 1967